# Erhard Keller
Pour les personnes ayant le même patronyme, voir Keller.
 (juillet 2019).
Si vous disposez d'ouvrages ou d'articles de référence ou si vous connaissez des sites web de qualité traitant du thème abordé ici, merci de compléter l'article en donnant les références utiles à sa vérifiabilité et en les liant à la section « Notes et références ».
Erhard Keller, né le 24 décembre 1944 à Guntzbourg, est un patineur de vitesse allemand.
Il a remporté pour l'Allemagne de l'Ouest deux médailles d'or à l'épreuve du 500 m aux Jeux olympiques d'hiver de 1968 et aux Jeux olympiques d'hiver de 1972. Il a également obtenu le titre de l'épreuve du sprint aux championnats du monde de 1971.

## Biographie
Concurrent pour l’Allemagne de l’Ouest, Keller se spécialise dans les distances de sprint - les 500 m et les 1000 m - et rejoint l’élite mondiale du patinage de vitesse en 1965. En décembre 1967, il égala le record du monde d’Evgeny Grishin au 500 m en parcourant cette distance. 39.5 secondes et le mois suivant, le 28 janvier 1968, il bat le record du monde de Grishin, cinq jours après que ce dernier l'eut établi.
Keller, alors étudiant en médecine dentaire à l'université de Munich, a ensuite participé aux Jeux olympiques d'hiver de 1968 à Grenoble. Là-bas, le "dentiste volant" est devenu champion olympique au 500 m (une distance sur laquelle il était encore détenteur du record du monde), faisant de lui le premier champion olympique allemand de patinage de vitesse de l'histoire - avant tout autre est-allemand ou ouest-allemand ou les champions olympiques allemands en patinage de vitesse qui vont suivre. Il a bien sûr été précédé par Helga Haase, une Allemande de l'Est, qui a remporté l'or aux Jeux olympiques d'hiver de 1960 à Squaw Valley pour l'équipe allemande unifiée.
En 1971, Keller est devenu champion aux championnats de sprint ISU (le précurseur des championnats du monde de sprint). L'année suivante, il redevient champion olympique du 500 m (établissant un nouveau record olympique) aux Jeux olympiques d'hiver de 1972 à Sapporo. Après la saison de patinage de vitesse de 1972, Keller devint un patineur de vitesse professionnel. Il obtint son diplôme en médecine dentaire en 1973. Après 1974, Keller ne participa plus à aucun tournoi international. Il est devenu dentiste professionnel à Munich en 1975 et n'a participé que quelques années aux tournois nationaux.